# Elizabeth Allman
Elizabeth Spencer Allman (1965) é uma matemática estadunidense. É professora de matemática no Departamento de Matemática e Estatística da Universidade do Alasca Fairbanks; seus interesses de pesquisa vão desde álgebra abstrata e estatística algébrica até biomatemática e filogenia.

## Formação
Allman obteve um Ph.D. em 1995 pela Universidade da Califórnia em Los Angeles, orientada por Murray M. Schacher, com a tese Polynomials Without Roots in Division Algebras.

## Contribuições
Com seu colega de Fairbanks, John A. Rhodes, Allman é autora de um livro sobre biologia matemática e modelagem matemática, Mathematical Models in Biology: An Introduction (Cambridge University Press, 2004).

## Reconhecimento
Em 2012 foi eleita fellow da American Mathematical Society.